# Bob Marlette
Pour les articles homonymes, voir Marlette (homonymie).
Robert Roy "Bob" Marlette est un producteur américain, ingénieur du son, mixeur, claviériste et auteur-compositeur.
Marlette a commencé sa carrière avec Al Stewart, en jouant les claviers pour son album 24 Carrots, sorti en 1980. Il a également  collaboré avec des artistes tels que Andy Fraser, Alice Cooper, Lynyrd Skynyrd, Laura Branigan, Tracy Chapman, Neal Schon ou encore Patrick Swayze,,.